# Processat Roll-to-roll

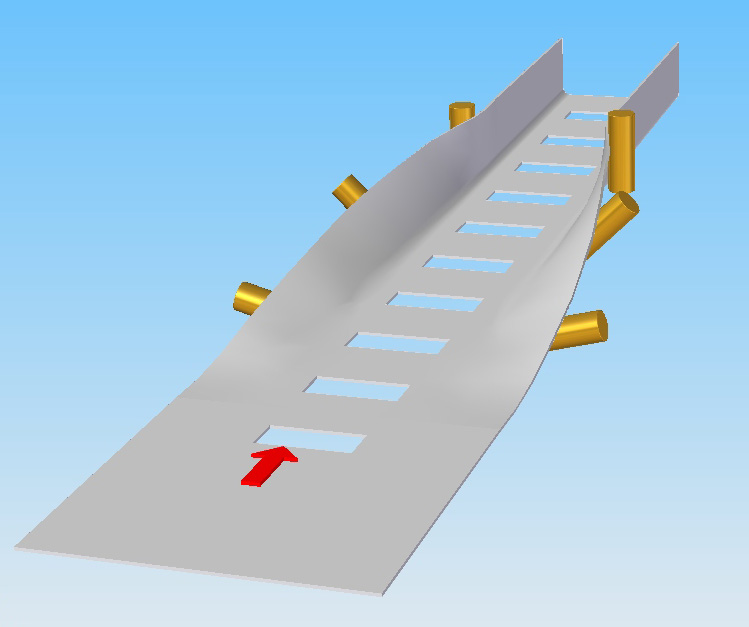
Exemple de processat Roll-to-roll.

Exemple de processat Roll-to-roll 3D.

En el camp dels dispositius electrònics, el processat roll-to-roll, també conegut com a processament web, processament de bobina a bobina o R2R, és el procés de creació de dispositius electrònics en un rotllo de plàstic flexible, metall paper d'alumini o vidre flexible. En altres camps anteriors a aquest ús, es pot referir a qualsevol procés d'aplicació de recobriment, impressió o realització d'altres processos començant amb un rotlle d'un material flexible i tornant a bobinar després del procés per crear un rotlle de sortida. Aquests processos, i d'altres com ara la xapa, es poden agrupar sota el terme general conversió. Quan els rotlles de material han estat recoberts, laminats o impresos, es poden tallar posteriorment a la seva mida acabada en una talladora rebobinadora.

Exemple de processat Roll-to-roll de material en làmina.

Els grans circuits fets amb transistors de pel·lícula prima i altres dispositius es poden modelar sobre aquests grans substrats, que poden tenir fins a uns quants metres d'ample i 50 km de llarg. Alguns dels dispositius es poden modelar directament, de la mateixa manera que una impressora d'injecció de tinta diposita tinta. Tanmateix, per a la majoria de semiconductors, els dispositius s'han de modelar mitjançant tècniques de fotolitografia.
El processament roll-to-roll de dispositius electrònics de gran superfície redueix el cost de fabricació. El més notable serien les cèl·lules solars, que encara són prohibitivament cares per a la majoria dels mercats a causa de l'elevat cost per unitat d'àrea de la fabricació tradicional de silici a granel (mono o policristalí). Podrien sorgir altres aplicacions que aprofitin la naturalesa flexible dels substrats, com ara l'electrònica incrustada a la roba, les pantalles flexibles de gran superfície i les pantalles portàtils enrotllables.